# Alan Parker

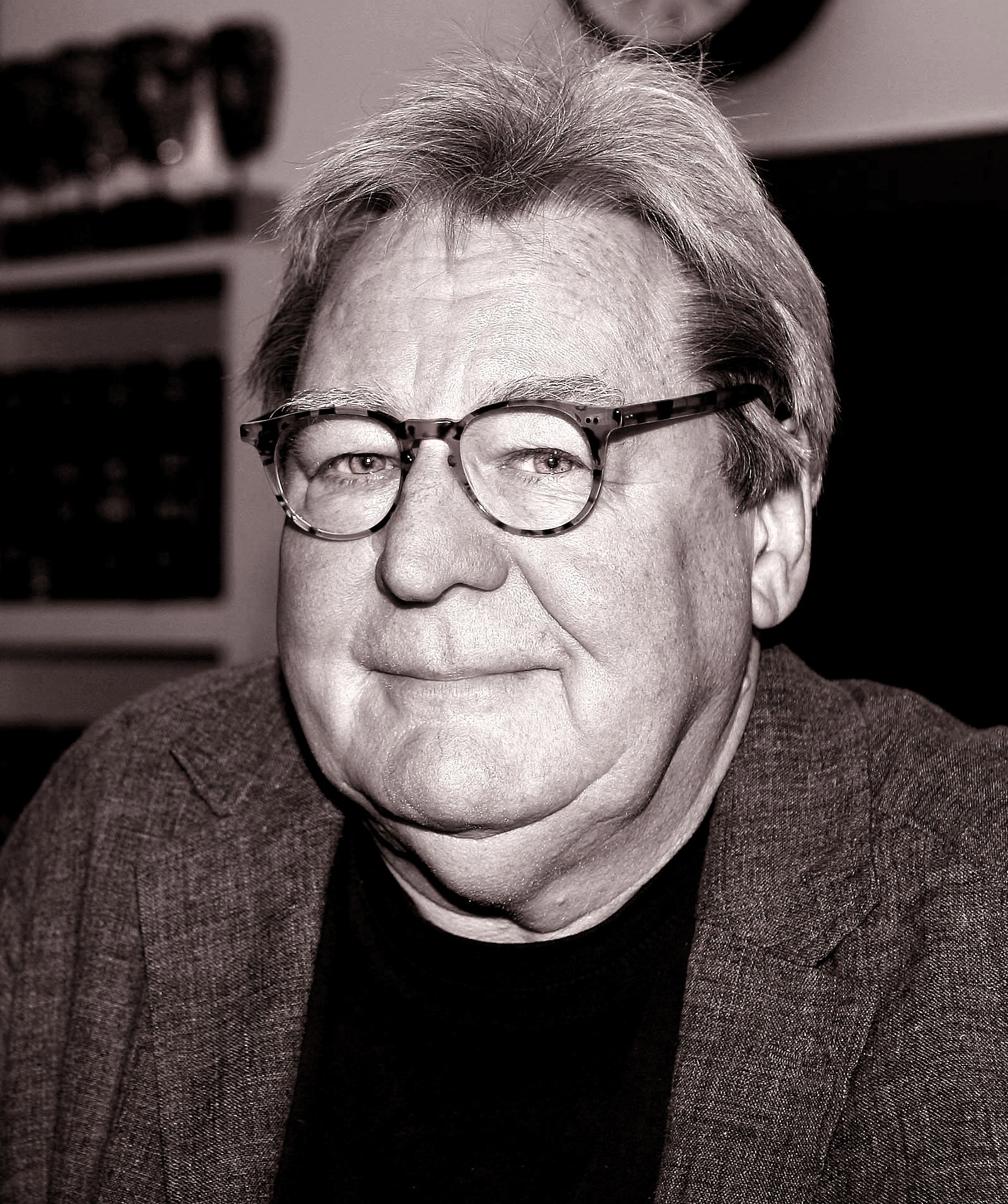
Alan Parker, 2008

Sir Alan William Parker (* 14. Februar 1944 in London Borough of Islington, London, England; † 31. Juli 2020 in London) war ein britischer Filmregisseur,  Drehbuchautor und Filmproduzent.

## Leben
Alan Parker war zunächst erfolgreicher Werbefilmer. In den 1970er Jahren gründete er zusammen mit Alan Marshall eine Produktionsfirma für Werbefilme. Marshall war auch bis einschließlich Angel Heart aus dem Jahr 1987 an all seinen Filmprojekten als Produzent beteiligt. Der Filmeditor Gerry Hambling (1926–2013) war für den Schnitt sämtlicher Filmprojekte verantwortlich. Sehr häufig kooperierte er auch mit dem Kameramann Michael Seresin.
Parker wurde mehrfach für den Oscar nominiert (u. a. für 12 Uhr nachts – Midnight Express) und gewann viermal den British Academy Film Award (u. a. für Bugsy Malone) sowie den „Großen Preis der Jury“ bei den Filmfestspielen von Cannes 1985 (mit Birdy). 1981 führte er Regie bei Pink Floyd – The Wall, der Spielfilmadaption des erfolgreichen Rockalbums The Wall der britischen Rockgruppe Pink Floyd.
Ein Höhepunkt seines Schaffens war Angel Heart (1987) mit Mickey Rourke, Robert De Niro und Lisa Bonet in den Hauptrollen.
Einen Oscar (beste Kameraführung) erhielt der Film Mississippi Burning – Die Wurzel des Hasses (1988), mit Gene Hackman und Willem Dafoe in den Hauptrollen. Das engagierte Werk um Bürgerrechte in den Vereinigten Staaten nach Ende der Rassentrennung beruht auf einer wahren Geschichte.
Mit Die Commitments (1991), einem Film über eine junge Soulband der irischen Arbeiterklasse, zeigte Parker erneut sein Können.
Weitere Werke Parkers: die Komödie Willkommen in Wellville (1994) mit Sir Anthony Hopkins, die Verfilmung des Lloyd-Webber-Musicals Evita mit Madonna (1996), das Drama Die Asche meiner Mutter (1999) und der Thriller Das Leben des David Gale (2002).
Parker war Gründungsmitglied der Director’s Guild of Great Britain. 1985 ehrte die Britische Akademie Parker für seine herausragenden Verdienste um das britische Kino mit dem Michael Balcon Award. Am Neujahrstag 2002 wurde Parker von der britischen Königin zum Ritter geschlagen. 2013 wurde ihm in Anerkennung seines Lebenswerkes der Ehrenpreis der British Academy of Film and Television Arts, die Academy Fellowship, zugesprochen. Parker war außerdem seit 2005 Ehrendoktor für Kunst der Universität Sunderland.
Parker war von 1966 bis 1992 mit Annie Inglis und danach mit Lisa Moran verheiratet. Er war Vater von fünf Kindern, vier davon aus erster Ehe.
Parker starb im Alter von 76 Jahren nach einer längeren Krankheit.

## Filmografie
Regie
- 1974: Our Cissy
- 1974: Footsteps
- 1975: The Evacuees (Fernsehfilm)
- 1976: Bugsy Malone
- 1978: 12 Uhr nachts – Midnight Express (Midnight Express)
- 1980: Fame – Der Weg zum Ruhm (Fame, Film, Fernsehserie und Titelsong)
- 1982: Du oder beide (Shoot the Moon)
- 1982: Pink Floyd – The Wall
- 1984: Birdy
- 1987: Angel Heart
- 1988: Mississippi Burning – Die Wurzel des Hasses (Mississippi Burning)
- 1990: Komm und sieh das Paradies (Come See the Paradise)
- 1991: Die Commitments (The Commitments)
- 1994: Willkommen in Wellville (The Road to Wellville)
- 1996: Evita
- 1999: Die Asche meiner Mutter (Angela’s Ashes)
- 2003: Das Leben des David Gale (The Life of David Gale)

Außerdem produzierte er zahlreiche Werbefilme.

## Auszeichnungen (Auswahl)
Alan Parker erhielt unter anderem den CineMerit Award 2004 des Filmfest München für herausragende Verdienste um die Filmkunst.